# Свети Иван (Вишњан)
Свети Иван (хрв. Sveti Ivan, итал. San Giovanni) је насељено место у општини Вишњан, Истарска жупанија, Хрватска.

## Историја
До територијалне реорганизације у Хрватској био је у саставу старе општине Пореч.

## Становништво
У попису становништва из 2011. године, Свети Иван је имао 17 становника.
| Број становника према пописима | Број становника према пописима | Број становника према пописима | Број становника према пописима | Број становника према пописима | Број становника према пописима | Број становника према пописима | Број становника према пописима | Број становника према пописима | Број становника према пописима | Број становника према пописима | Број становника према пописима | Број становника према пописима | Број становника према пописима | Број становника према пописима | Број становника према пописима |
| ------------------------------ | ------------------------------ | ------------------------------ | ------------------------------ | ------------------------------ | ------------------------------ | ------------------------------ | ------------------------------ | ------------------------------ | ------------------------------ | ------------------------------ | ------------------------------ | ------------------------------ | ------------------------------ | ------------------------------ | ------------------------------ |
| 1857                           | 1869                           | 1880                           | 1890                           | 1900                           | 1910                           | 1921                           | 1931                           | 1948                           | 1953                           | 1961                           | 1971                           | 1981                           | 1991                           | 2001                           | 2011                           |
| 645                            | 711                            | 53                             | 62                             | 60                             | 62                             | 1.276                          | 1.379                          | 65                             | 41                             | 34                             | 28                             | 35                             | 34                             | 38                             | 17                             |

Напомена: Исказивано под именом Свети Иван из 1869. до 1931, 1953, 1961. а од 1991 надаље Каштел Иван 1948. и Иван 1971. и 1981. Године 1857, 1869, 1921. и 1931. садржи податке за насеља Анжићи, Гамбетићи, Жужићи, Зорићићи, Курјавићи, Мајкуси, Рапавел, Синожићи, Смолици, Фабци и Цвитани, а од 1857. до 1890, 1921. и 1931. године. за насеље Врхјани.